# Сазоновский сельсовет (Московская область)
Сазоновский сельсовет — упразднённая административно-территориальная единица, существовавшая на территории Московской губернии и Московской области в 1926—1939 годах.
Сазоновский сельсовет был образован в 1926 году в составе Куплиямской волости Егорьевского уезда Московской губернии путём выделения из Летовского сельсовета.
По данным 1926 года сельсовет включал деревню Сазоново и лесную дачу Ново-Сазоново.
В 1929 году Сазоновский с/с был отнесён к Белоомутскому району Коломенского округа Московской области.
8 января 1931 года Белоомутский район был упразднён и Сазоновский с/с отошёл к Горкинскому району, который 11 мая того же года был переименован в Луховицкий район.
21 апреля 1934 года Сазоновский с/с был передан в Егорьевский район.
17 июля 1939 года Сазоновский с/с был упразднён. При этом его территория (селение Сазоново) была передана в Летовский с/с.